# ClosedBSD
ClosedBSD é um software derivado do FreeBSD desenvolvido para prover serviços de firewall e NAT, escrito por Joshua Bergeron.  ClosedBSD também pretende ser pequeno, estando disponível tanto para um disquete de 1.44MB como imagem ISO para CD-ROM de 12.8MB. Apesar de seu pequeno tamanho, o software inclui uma interface Ncurses completamente funcional.
Uma das vantagens de ClosedBSD é que ele pode ser executado diretamente de um disquete ou CD-ROM, sem a necessidade do disco rígido. Ele também pode ser executado em hardware relativamente antigo; a versão para disquete precisa de um computador IBM-PC compatível com 8MB de memória RAM, enquanto a versão para CD-ROM necessita 32MB de RAM.
As últimas versões são a 1.0B para disquete e 1.0-RC1 para CD.
Seus binários (executáveis) são freeware, ou seja, liberados para uso sem qualquer custo. Distribuídos sob os termos da Licença BSD, que é uma licença de software livre. O código fonte entretanto não. Por isso não é um software livre, seu código fonte não está disponível para quem quiser melhorá-lo.